# 洛根鎮區 (堪薩斯州米切爾縣)
洛根鎮區（英語：Logan Township）為美國堪薩斯州米切爾縣轄下的鎮區。2010年美国人口普查中該鎮區人口有125人。

## 地理
洛根鎮區涵蓋總面積為93.75平方（36.20平方英里），其中93.65平方（36.16平方英里）為陸地，0.1平方（0.039平方英里）或0.1%為水域。海拔高度459（1,506英尺）。

## 人口統計
根據2010年美國人口普查，洛根鎮區人口有125人，住房85戶，人口密度為1.33人/每平方公里。此鎮區居民之種族中，白人有124人，非裔美國人有0人，美洲原住民有0人，亞裔美國人有0人，太平洋島裔美國人有0人，其他種族有0人，混血種族則有1人。此外此鎮區有0人為西班牙裔或拉丁裔美國人。